# リフタスフェルト
座標: 南緯28度17分24秒 東経17度08分11秒 / 南緯28.29000度 東経17.13639度
リフタスフェルトは、南アフリカ共和国の北ケープ州にある、ごつごつとした峡谷や高い山々、目を見張る景観などに特徴付けられた山がちな砂漠地帯である。砂漠に覆われた平原から火山岩の岩山、ナミビア国境付近のオレンジ川沿いの緑地帯など、情景は様々に変わる。
南アフリカのナマクアランド（Namaqualand）北部に位置するこの乾燥地帯は過酷な景観を呈しており、水がきわめて稀少なこの地域で生き延びられるのは、生物形態（lifeform）の中でも最もハードな存在だけである。気温は過酷そのもので、夏には摂氏50度を超えることもある。雨は滅多に降らない。
リフタスフェルトは、南アフリカに赴く自然愛好家たちには受けが良い。その景観はしばしば「火星的」と表現される。一見したところ不毛で荒涼とした景観が広がるが、つぶさに調べれば、そこには環境に適応した独特の砂漠の生命形態に溢れていることが明らかになるのである。
この地域の北部は、地元で放牧生活を営んでいるナマ人（Nama）たちとの18年にわたる交渉の末、1991年に面積1,624.45 km2 の国立公園が設定された。2007年6月に、国立公園のすぐ南に接している規模と美しさで引けを取らない地域が、「リフタスフェルトの文化的・植物的景観」として、ユネスコの世界遺産に登録された。国立公園と違い、世界遺産の核心地域を形成しているリフタスフェルト共同体管理地区（the Richtersveld Community Conservancy）は、ダイヤモンド採掘の対象になっていないため、2つの地域で比べたときに、より原初の景観が残っている。

## 気候
一帯の気候は、真夏には53度になったことが記録されているくらいで、過酷なものである。他方で、夜には冷涼となり、重要な露をもたらしてくれる。この独特な気候が、この地に特有の生態系を育んでいるのである。
水が極めて稀少なリフタスフェルトでは、生命は早朝の靄がもたらしてくれる潤いに依存している。地元の人々が 'Ihuries' や 'Malmokkies' と呼ぶその靄のおかげで、小型の爬虫類、鳥類、哺乳類たちは生き延びることができている。

## 動物相
この一帯はバードウォッチングに非常に適しているというだけでなく、リーボック、ダイカー、スタインボック、クリップスプリンガー、クーズー、ヤマシマウマ、ヒヒ、ベルベットモンキー（vervet monkey）、カラカル、ヒョウなどの様々な動物を見ることができる。

## 植物相

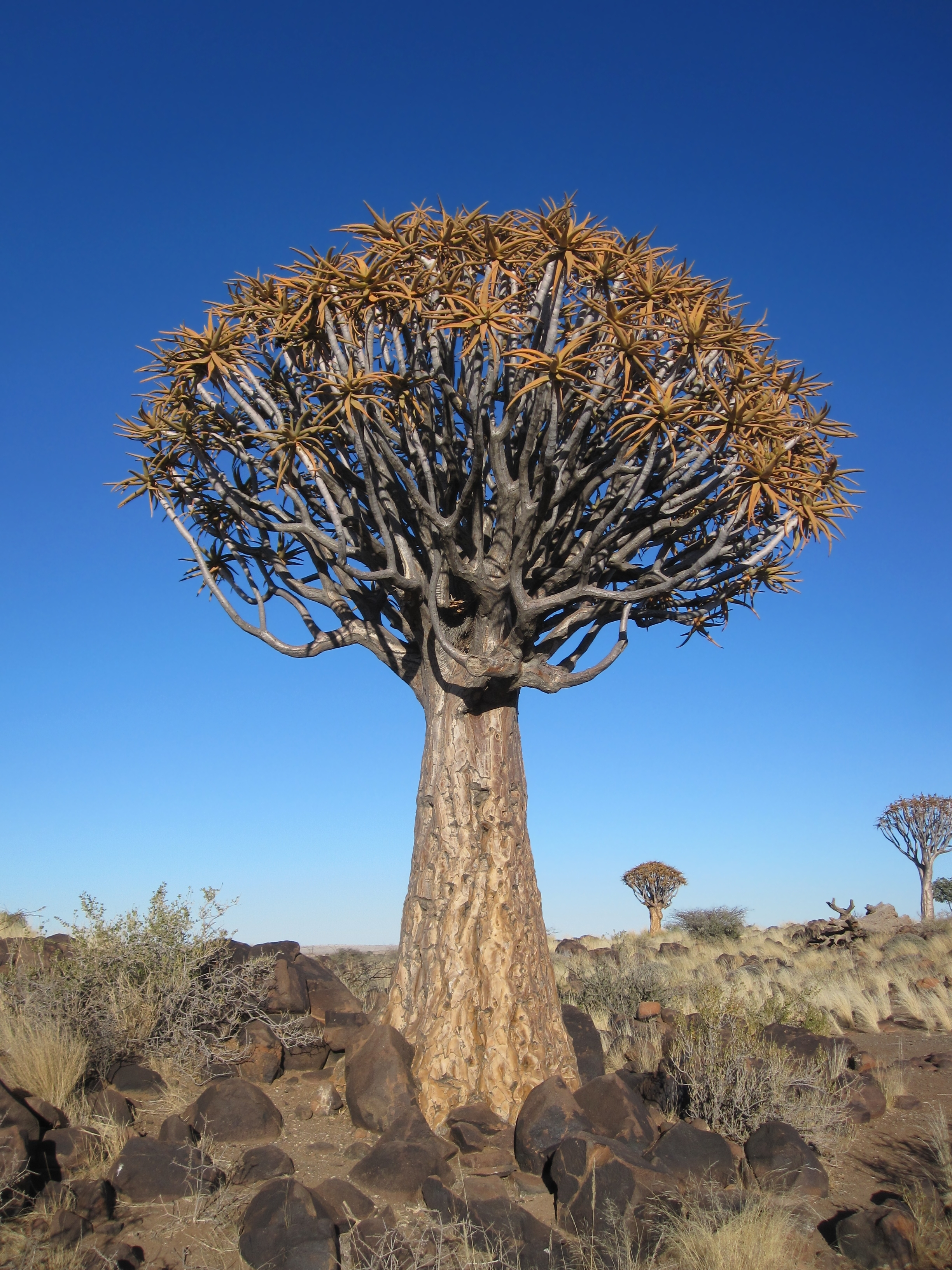
アロエ・ディコトマ

650種に及ぶ印象的な植物群が生育し、アロエ・ディコトマや他の背の高いアロエなど、多肉植物の多様性は世界最大級である。カルー（Karoo）は世界的に見ても最も興味深いメガ生態系の好例を代表する。

### 崇拝の対象となった植物
この地域はやや普通でない植物群が多く存在しており、その多くは地球上でここ以外に見られない。それらの中でも目立つのはパキポディウム属の Pachypodium namaquanum Welw であり、その先端部が厚ぼったく、縮れた葉が生えていることから、さながら人頭のように見える。地元のナマ人たちはこれらの木々を半人半植物の伝説的な先祖に見立て、先祖たちがナミビアの故地のために悲しんでいることの表れとして、崇拝している。
ナマ人が利用する薬用植物なども生えており、その生息場所および景観の属性に関する口承も存在する。

## 文化的価値
この地域にはナマ人をはじめとする人々が暮らしており、彼らはいまだに伝統的な草ぶきの移動式住居の「|Haru Om」を建設している唯一の地域である。この地域全体を所有する地元の共同体は、南アフリカにおける国立公園の当局（South African National Parks）と協力し、リフタスフェルトの国立公園を管理し、かつ世界遺産登録地域の全責任を負っている。国立公園でも、世界遺産登録地域でも、地元民は古くからの生活様式を守り、伝統的な移牧を営んでいる。ナマ人はかつて南西アフリカ全域を支配していたコイコイ人（KhoiKhoi）の流れを汲むクランであり、リフタスフェルトはコイコイ人の伝統的な生活様式が他のどこよりも広範囲に残存する最後の地域となっている。

### 世界遺産登録基準
この世界遺産は世界遺産登録基準のうち、以下の条件を満たし、登録された（以下の基準は世界遺産センター公表の登録基準からの翻訳、引用である）。
- (4) 人類の歴史上重要な時代を例証する建築様式、建築物群、技術の集積または景観の優れた例。
- (5) ある文化（または複数の文化）を代表する伝統的集落、あるいは陸上ないし海上利用の際立った例。もしくは特に不可逆的な変化の中で存続が危ぶまれている人と環境の関わりあいの際立った例。

登録名に「植物的」とはあるが、複合遺産ではなく、独特の自然景観が遊牧文化と結び付いた文化的景観として評価された物件である。

## 旅行と宿泊
世界遺産登録地域と国立公園内を歩いて見て回るのは困難であり、自動車を調達する必要がある。宿泊施設は、国立公園内では世界遺産との境目にも近いEksteenfontein や Lekkersing などの村にあるし、世界遺産登録範囲内ではRooiberg にもある。